# Маннингс, Тимоти
Тимоти Александр Маннингс (англ. Timothy Alexander Munnings; род. 22 июня 1966, Нассау) — багамский легкоатлет, специалист по бегу на короткие дистанции. Выступал на профессиональном уровне в 1995—2009 годах, обладатель бронзовой медали Олимпийских игр в Сиднее, чемпион мира, бронзовый призёр Игр доброй воли и Игр Содружества.

## Биография
Тимоти Маннингс родился 22 июня 1966 года в Нассау, Багамские Острова.
Впервые заявил о себе на международном уровне в сезоне 1995 года, когда вошёл в состав багамской сборной и выступил в эстафете 4×400 метров на чемпионате мира в Гётеборге.
Благодаря череде успешных выступлений в 1996 году удостоился права защищать честь страны на летних Олимпийских играх в Атланте — в финале эстафеты 4×400 метров вместе с соотечественниками показал седьмой результат.
В 1998 году бежал эстафету 4×400 метров на Играх Содружества в Куала-Лумпуре.
В 1999 году на чемпионате Центральной Америки и Карибского бассейна в Бриджтауне занял шестое место в 400-метровом беге, в эстафете 4×400 метров стартовал на Панамериканских играх в Виннипеге, показал шестой результат на чемпионате мира в Севилье.
На Олимпийских играх 2000 года в Сиднее в эстафете 4×400 метров команда Багамских Островов показала четвёртый результат (Маннингс стартовал только на предварительном квалификационном этапе). Впоследствии в связи с допинговой дисквалификацией американца Антонио Петтигрю и аннулированием результатов победившей американской команды багамцы поднялись в итоговом протоколе до третьей позиции — получили бронзовые награды.
В 2001 году на чемпионате мира в Эдмонтоне багамцы изначально стали вторыми в эстафете 4×400 метров, но затем в связи с аннулированием результатов команды США были провозглашены чемпионами. В той же дисциплине Маннингс выиграл бронзовую медаль на Играх доброй воли в Брисбене.
В 2002 году в эстафете 4×400 метров взял бронзу на Играх Содружества в Манчестере.
В 2003 году участвовал в чемпионате мира в помещении в Бирмингеме и в Панамериканских играх в Санто-Доминго.
В 2004 году отметился выступлением на чемпионате мира в помещении в Будапеште, где в программе эстафеты 4×400 метров стал пятым.
В 2006 году среди прочего принял участие в эстафетных гонках на чемпионате мира в помещении в Москве и на Играх Содружества в Мельбурне.
Завершил спортивную карьеру по окончании сезона 2009 года.